# Île d'Alma
Île d'Alma är en ö i Kanada.   Den ligger i provinsen Québec, i den östra delen av landet, 500 km nordost om huvudstaden Ottawa.
Omgivningarna runt Île d'Alma är en mosaik av jordbruksmark och naturlig växtlighet. Runt Île d'Alma är det ganska tätbefolkat, med 222 invånare per kvadratkilometer.